# دشت خاش
دشت خاش (انگلیسی: Dasht-e Khash) دشتی در افغانستان ولایت نیمروز است. این دشت در مجاورت دشت مارگو واقع شده و ۶۲۰ متر بالاتر از سطح بحر قرار دارد.